# Ueli Maurer
Ueli Maurer (ur. 1 grudnia 1950 w Wetzikon, Kanton Zurych) – szwajcarski polityk, przewodniczący Szwajcarskiej Partii Ludowej w latach 1996–2008, członek Rady Narodowej od 1991. Członek Szwajcarskiej Rady Związkowej oraz minister obrony od 1 stycznia 2009, w 2013 i 2019 prezydent Konfederacji Szwajcarskiej.

## Życiorys
Ueli Maurer dorastał jako syn rolnika w górach Zürcher Oberland. Uczęszczał do szkoły podstawowej i średniej w Hinwil, po czym rozpoczął praktykę zawodową w handlu i rolnictwie. W młodości służył w szwajcarskiej armii w randze majora oraz dowodził batalionem kolarzy. Był członkiem zuryskiego stowarzyszenia rolników oraz prezesem Szwajcarskiego Stowarzyszenia Producentów Warzyw. Maurer mieszka w Hinwil, jest żonaty, ma sześcioro dzieci.
W latach 1978–1986 wchodził w skład rady miejskiej Hinwil. Od maja 1983 do grudnia 1991 był członkiem parlamentu kantonu Zurych. W 1991 pełnił funkcję przewodniczącego parlamentu. W 1991 przegrał z Moritzem Leuenbergerem wybory do rządu kantonu Zurych. W 1991 został wybrany z ramienia Szwajcarskiej Partii Ludowej do Rady Narodowej (izba niższa parlamentu), w której zasiada nieprzerwanie do chwili obecnej.
W styczniu 1996 objął stanowisko przewodniczącego Szwajcarskiej Partii Ludowej (SVP, Schweizerische Volkspartei). Początkowo był postrzegany jako wierny sojusznik i protegowany Christopha Blochera, czołowego polityka tej partii. Za prezesury Maurera Szwajcarska Partia Ludowa stała się największą partią polityczną w kraju. Z partii niemieckojęzycznej przekształciła się w partię ogólnonarodową. Maurer wyróżniał się prowadzeniem agresywnej i populistycznej, acz skutecznej kampanii politycznej, która zaprocentowała wzrostem poparcia społecznego. W wyborach federalnych w październiku 2007 SVP odniosła zwycięstwo, zdobywając 29% głosów i 62 miejsca w 200-osobowej Radzie Narodowej. W tydzień po wyborach Maurer ogłosił jednak rezygnację z funkcji przewodniczącego SVP. Oświadczając, iż nadszedł „właściwy czas do odejścia”, swoją decyzję motywował chęcią zaangażowania się w inne projekty polityczne.
25 listopada 2007 przegrał z Vereną Diener, kandydatką Zielonej Liberalnej Partii Szwajcarii, walkę o mandat senatorski z kantonu Zurych w wyborach do Rady Kantonów. 1 marca 2008 na stanowisku przewodniczącego Szwajcarskiej Partii Ludowej zastąpił go Toni Brunner. W sierpniu 2008 Maurer został przewodniczącym SVP w kantonie Zurych.

### Członek gabinetu
27 listopada 2008 klub parlamentarny Szwajcarskiej Partii Ludowej nominował Christopha Blochera oraz Maurera jako swoich kandydatów w wyborach do Szwajcarskiej Rady Związkowej, po rezygnacji ze stanowiska przez Samuela Schmida.
10 grudnia 2008 parlament większością zaledwie jednego głosu, stosunkiem 122 do 121 głosów, wybrał Maurera nowym członkiem Szwajcarskiej Rady Związkowej oraz ministrem obrony. Urząd objął 1 stycznia 2009. 1 stycznia 2012 objął funkcję wiceprezydenta Szwajcarii. 5 grudnia 2012 został wybrany na urząd prezydenta Szwajcarii, który objął 1 stycznia 2013. Jego kandydaturę poparło 148 spośród 202 deputowanych. W grudniu 2017 w wyniku wyboru Alaina Berseta na prezydenta Szwajcarii na 2018, został po raz drugi wybrany na wiceprezydenta. 5 grudnia 2018 po raz drugi został wybrany na urząd prezydenta Szwajcarii, który objął 1 stycznia 2019. Jego kandydaturę poparło 201 spośród 209 deputowanych.
We wrześniu 2022 ogłosił z dniem 31 grudnia 2022 się rezygnację z członkostwa Rady Związkowej, zastąpił go Albert Rösti.